# Димитреску, Штефан
Штефан Димитреску (рум. Ștefan Dimitrescu; 18 января 1886, Хуши — 22 мая 1933, Яссы) — румынский художник.

## Жизнь и творчество
Первоначально Штефан Димитреску собирался стать музыкантом и окончил класс виолончели в Ясской консерватории, однако в 1903 году он поступил в Школу изящных искусств (Școala de arte frumoase), где до 1908 года был учеником Георги Поповича и Эманоила Бардасаре. Затем в 1912—1913 годах художник обучался в парижской «Академии де ла Гран Шомьер» (Académie de la Grande Chaumière). В Первую мировую войну Штефан Димитреску был призван в румынскую армию и участвовал в боевых действиях. Увиденное на фронте и в тылу оказало сильное влияние на его последующее творчество.
В 1917 году Штефан Димитреску, совместно с художниками Камилем Рессу, Иосифом Исером, Мариусом Бунеску и скульпторами Димитрие Пачиуреа, Корнелом Медреа, Ионом Жаля и Оскаром Ганом создаз в Яссах группу Румынское искусство (Arta română). Позднее, в 1926 он вместе со своим студенческим другом, художником Николае Тоница, а также с Оскаром Ганом и Франсиском Ширато организовал художественную группу Grupul celor patru (Группа четырёх). В 1927 Ш. Димитреску начал преподавательскую деятельность в ясской Школе изящных искусств, и с 1928 году возглавлял её — вплоть до своей смерти в 1933 году.
Полотна Штефана Димитреску можно увидеть в крупнейших музеях Бухареста, Клуж-Напоки, Орадя и др. — в том числе в Национальном музее искусств Румынии. Изображения его произведений становились сюжетами для почтовых марок Румынии.

## Галерея
- Кухарка (1926)
- Портрет старика (1921-1924)
- Розовый дом
- Кабаре
- Натюрморт с овощами
- Цыганки Добруджи
- Крестьянки из Салиште
- Итальянская улица (1921)
- Мать и дети
- Бальчич
- Почтовая марка Румынии выпуска 1987 года с картиной Ш.Димитреску «Интерьер».
- Почтовая марка Румынии выпуска 1967 года с картиной Ш.Димитреску «За работой за ткацким станком».